# The Wyatt Family
The Wyatt Family fue un stable heel de lucha libre profesional que trabajó en WWE en la marca SmackDown. Originalmente estaba compuesto por Bray Wyatt, Erick Rowan y Luke Harper pero luego, fueron añadidos Braun Strowman y Randy Orton
Durante su tiempo en el territorio de desarrollo de WWE, NXT, Harper y Rowan ganaron el Campeonato en Parejas de NXT. The Wyatt Family empezó a ir por caminos separados a finales de 2014, después de que Bray Wyatt anunció que estaba «liberando» a Luke Harper y Erick Rowan. Harper y Rowan más tarde se reunirían en mayo de 2015, mientras que Harper y Wyatt se reunieron en julio de 2015. En el mismo año, Braun Strowman se integró como miembro. Y un mes después, Rowan se reintegraría al grupo. En el Draft 2016, Bray y Rowan fueron enviados a SmackDown mientras que Strowman a Raw, separando al stable. A partir de No Mercy, Harper hizo su regreso después de una lesión donde nuevamente se formó el stable. Y con la incorporación de Orton al stable, el equipo se hizo conocer como The New Wyatt Family. Tras el Superstar Shake-Up, Wyatt fue transferido a Raw, mientras que Rowan se quedó en SmackDown por lo que el stable se disolvió nuevamente.
Dentro de sus logros, se destacan un reinado de Wyatt como Campeón de la WWE, y un reinado entre Rowan y Harper como Campeones en Parejas de NXT, un reinado entre Wyatt, Orton y Harper como Campeones en Parejas de SmackDown un reinado de Harper como Campeón Intercontinental. Además de esto, Orton ganó el Royal Rumble 2017, como un miembro de The Wyatt Family, y al mes siguiente, Wyatt ganó la Elimination Chamber 2017.

## Historia

### NXT (2012–2013)
El líder de The Wyatt Family, Bray Wyatt, primero debutó en FCW en abril de 2012. Él primero se asoció con Eli Cottonwood. Cuando WWE renombró su territorio de desarrollo, Bray Wyatt debutó en el cuarto episodio del nuevo WWE NXT, derrotando a Aiden English. Wyatt fue retratado como el líder de una secta perversa que cree ser más monstruo que humano. El personaje atrajo comparaciones con el personaje Max Cady de la película Cape Fear.
En julio de 2012, Wyatt sufrió una lesión en su músculo pectoral y requirió de cirugía. A pesar de la cirugía, Wyatt siguió apareciendo en NXT fundando una facción conocida como The Wyatt Family en noviembre, con Luke Harper y Erick Rowan como sus seguidores (Wyatt los describió como su primer y segundo «hijos» respectivamente, aunque más tarde los describió como sus «hermanos» en los siguientes episodios). Harper y Rowan entraron en el torneo para buscar a los primeros Campeones en Parejas de NXT, y el dúo derrotó a Percy Watson y Yoshi Tatsu en la primera ronda en el episodio del 23 de enero de 2013 de NXT.
Wyatt tuvo su primer combate después de la cirugía, en el episodio del 21 de febrero de 2013 de NXT, derrotando a Tatsu. Wyatt sufrió su primera derrota en el episodio del 2 de mayo de NXT, cuando fue derrotado por Chris Jericho. Wyatt y su familia tuvieron una rivalidad con Corey Graves y Kassius Ohno, con Wyatt derrotando a Graves en el episodio del 22 de mayo de NXT, y a la semana siguiente Wyatt eliminó a Graves y Ohno durante una batalla real de 18 hombres para determinar al retador número uno al Campeonato de la NXT, aunque él más tarde fue eliminado por Adrian Neville. En el episodio del 10 de julio de NXT, cuando The Wyatt Family luchó contra Graves, Neville y William Regal en una lucha de 6 hombres, donde Wyatt cubrió a Regal para la victoria.

### World Wrestling Entertainment / WWE (2013–2017)

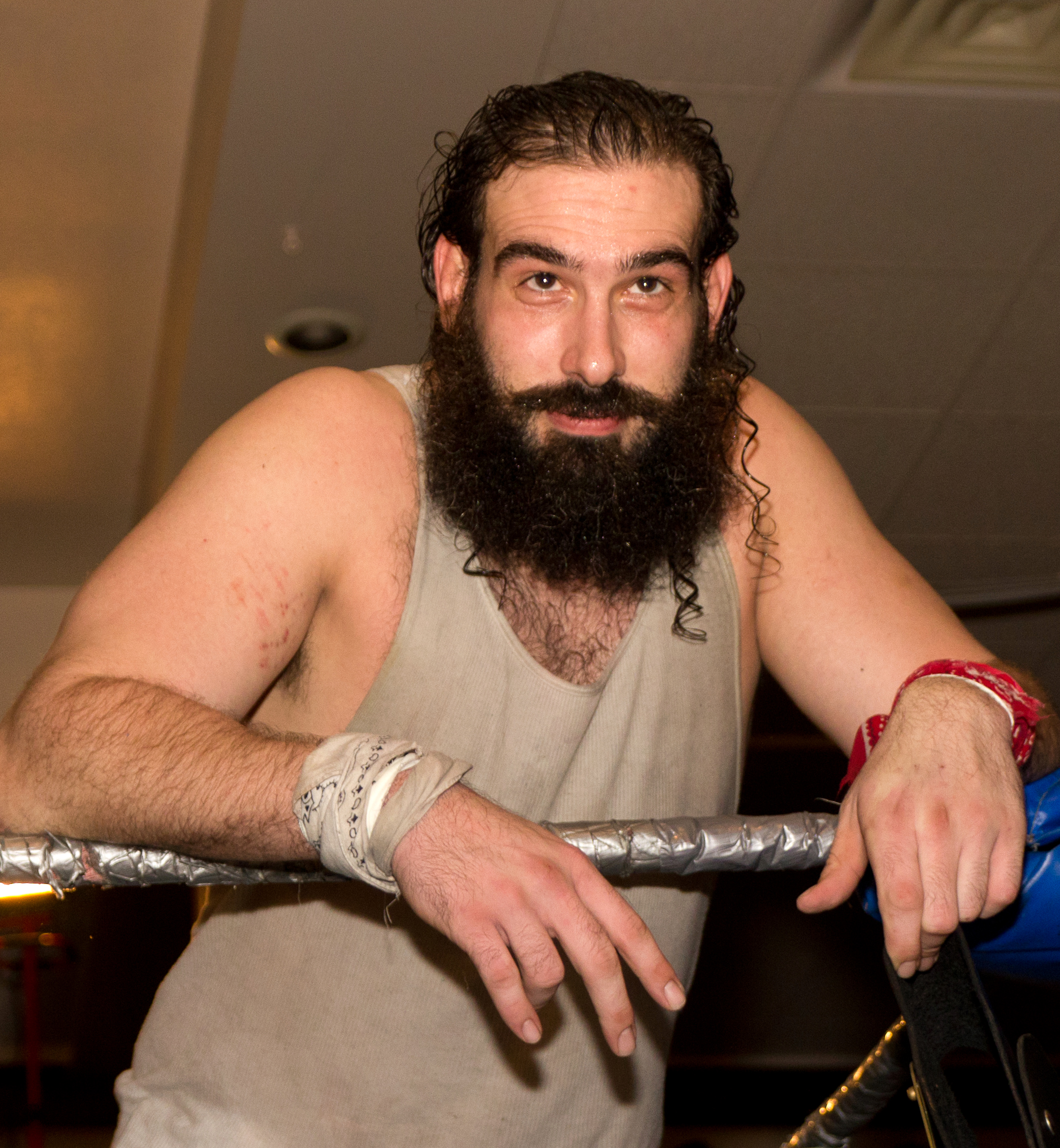
Luke Harper.

El 27 de mayo en RAW, WWE mostró promos sobre el inminente debut de The Wyatt Family. Los vídeos mostraban los bosques del sur de Estados Unidos donde moraban los miembros de The Wyatt Family y unas imágenes en las que Erick Rowan llevaba una máscara de cordero. El 8 de julio en RAW, The Wyatt Family hizo su debut atacando a Kane, dejándolo fuera de Money in the Bank. El 15 de julio en RAW, R-Truth fue atacado por The Wyatt Family. El 17 de julio en WWE Main Event, atacaron a Justin Gabriel y a 3MB. El 29 de julio en RAW, atacaron de nuevo a Kane después de que él perdiera ante Daniel Bryan. El 5 de agosto en RAW, Luke Harper y Erick Rowan debutaron como equipo derrotando a Tons of Funk (Brodus Clay & Tensai) en un Tag Team Match. Después de la lucha, Kane mandó un mensaje verbal a The Wyatt Family y se pactó una lucha en SummerSlam en un Ring of Fire Match entre Kane y Bray Wyatt. En dicho combate, Wyatt salió victorioso gracias a la intervención de Luke Harper y Erick Rowan.
El 19 de agosto en RAW, Bray Wyatt derrotó a R-Truth y, tres días después, venció a Justin Gabriel en WWE Main Event. El 11 de octubre en Smackdown perdieron su primer combate oficial (Luke Harper y Erick Rowan) ante Cody Rhodes y Goldust. En Battleground, Wyatt derrotó a Kofi Kingston. Posteriormente, Bray Wyatt tuvo un pequeño feudo con The Miz, y en Hell in a Cell  mando a sus hombres a atacar a The Miz, pero fueron detenidos por Kane. Al día siguiente, en RAW atacaron tras bastidores a Daniel Bryan, y más adelante, atacaron también a CM Punk. Harper y Rowan perdieron un combate ante Punk y Bryan en Survivor Series.
Tras esto The Wyatt Family continuó en rivalidad con Daniel Bryan, la cual finalizó en RAW el 30 de diciembre cuando el mencionado Daniel Bryan tras ganarle a Luke Harper, Erick Rowan y a Bray Wyatt fue atacado por estos y tras el ataque, Bryan pidió unirse al stable dando así por terminado el feudo entre The Wyatt Family y Daniel Bryan

#### 2014

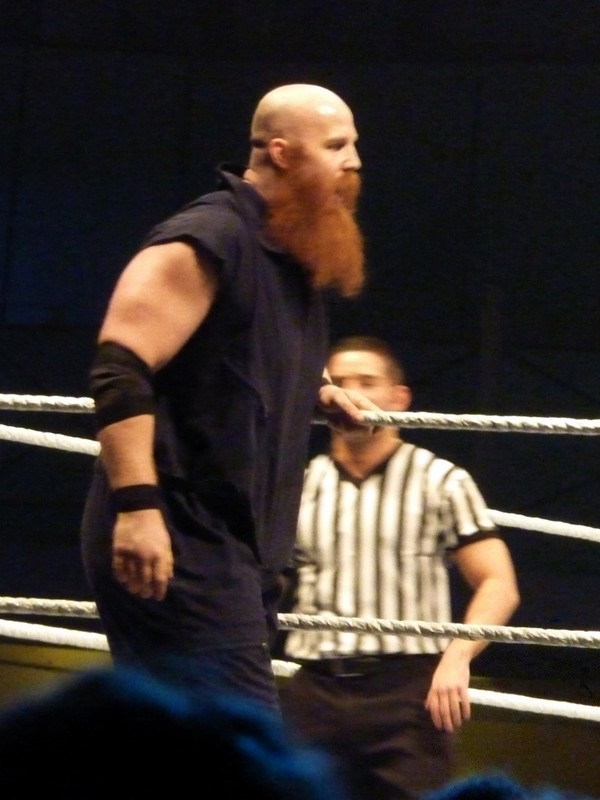
Erick Rowan.

El 6 de enero en un House show, se presentó a Daniel Bryan como miembro oficial de The Wyatt Family donde hizo equipo con Erick Rowan & Luke Harper contra Rey Mysterio & The Usos donde perdieron los Wyatt y el 13 de enero se pactó una lucha entre Daniel Bryan y Bray Wyatt contra The Usos donde nuevamente perdió Bryan y Wyatt aunque el mismo día, nuevamente se pactó una lucha entre Bryan y Wyatt contra The Usos en una Steel Cage Match donde nuevamente fueron derrotados. Tras la lucha con The Usos, los Wyatt quisieron dar un castigo a Bryan, pero el mismo Bryan atacó a todos los miembros del stable, cambiando a face y abandonando así, el stable. En Royal Rumble 2014 se pactó una lucha entre Bray Wyatt y Daniel Bryan donde Wyatt salió vencedor y así se dio por terminado el feudo contra Daniel Bryan.
Posteriormente, se hizo un pequeño feudo contra el stable contemporáneo de los Wyatt, The Shield, con los cuales se pactó una lucha entre los dos tríos en Elimination Chamber donde los Wyatt vencieron exitosamente a The Shield. Y en dicho evento, The Wyatt Family atacó a John Cena en la lucha programada entre Cena contra Randy Orton, Daniel Bryan, Sheamus, Cesaro y Christian por el Campeonato Mundial Peso Pesado de WWE empezando así un feudo contra John Cena por parte de The Wyatt Family, en particular, de parte de Bray Wyatt. Más tarde, se pactó una pelea entre John Cena y Bray Wyatt para el evento WrestleMania XXX, combate que ganó Cena. Su feudo continuaría involucrando a The Usos a favor de Cena. Luego Bray enfrentaría a Cena en Extreme Rules en un Steel Cage Match donde saldría victorioso, su feudo con Cena terminaría en Payback donde fue derrotado en un Last Man Standing Match. El feudo con The Usos continuaría para Erick Rowan & Luke Harper, quienes los enfrentaron por los títulos en pareja en Money in the Bank siendo derrotados, en ese mismo evento Bray participaría en el Money in the Bank por el título mundial, siendo el ganador John Cena.
En el episodio del 30 de junio de Raw, The Wyatt Family interrumpió el retorno de Chris Jericho y lo atacaron. En Battleground, Jericho derrotó a Bray Wyatt. Wyatt continuó su feudo con Jericho hacia SummerSlam. En el episodio del 1 de agosto de SmackDown, Jericho derrotó a Rowan para prohibirle estar en ringside durante la lucha de Wyatt en SummerSlam. En el episodio del 4 de agosto de Raw, Wyatt atacó a Jericho durante la lucha de Harper contra Jericho, causando que Harper también tuviera el acceso prohibido a la lucha de Wyatt en SummerSlam. En SummerSlam, Wyatt derrotó a Jericho en una revancha. Antes y después de SummerSlam, Harper y Rowan sufrieron varias derrotas individuales y en equipo ante el equipo de Big Show y Mark Henry. En el episodio del 25 de agosto de Raw, Wyatt se enfrentó a John Cena. Harper y Rowan causaron una descalificación, llevando a una lucha de equipos enfrentando a The Wyatt Family contra Cena, Show y Henry, en la que Cena forzó a Harper a rendirse para ganar. En el episodio del 8 de septiembre de Raw, Wyatt derrotó a Jericho en un Steel Cage Match.
La última lucha televisada de The Wyatt Family juntos como un trío se transmitió en el episodio del 19 de septiembre de SmackDown, cuando los tres miembros de The Wyatt Family derrotaron a Big Show y Los Matadores. Ellos entonces fueron llevados fuera de la televisión. A partir del 29 de septiembre, se mostraron videos de Harper y Rowan siendo «liberados».
Los tres miembros de The Wyatt Family regresaron a la televisión por su propia cuenta y separados el uno del otro, confirmando el final del grupo.  El 11 de mayo Harper y Rowan se unen otra vez. Wyatt volvió en Hell in a Cell el 26 de octubre, Rowan regresó en el episodio del 31 de octubre de SmackDown, y Harper volvió en el episodio del 10 de noviembre de Raw, disolviéndose así el stable.

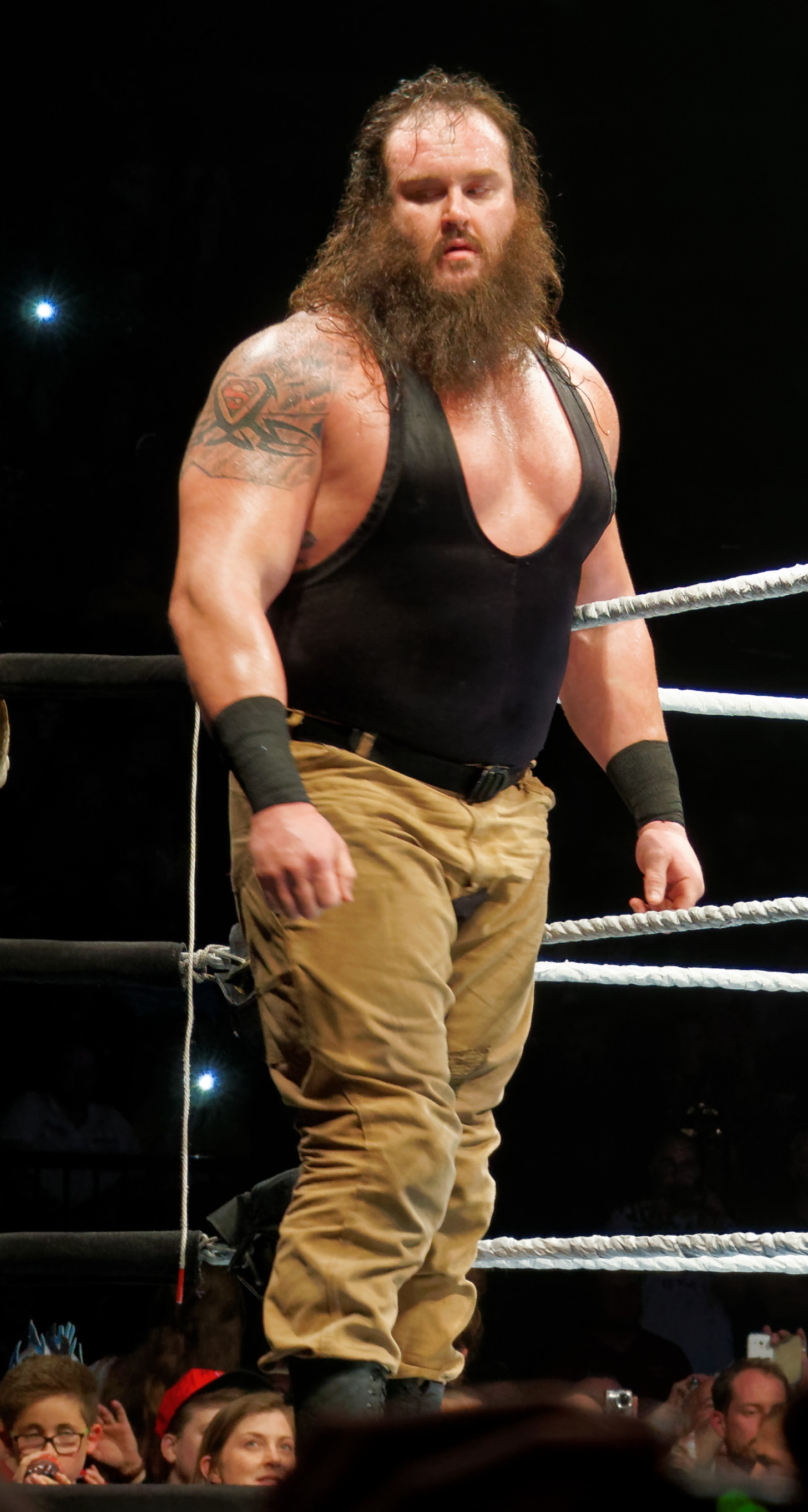
Braun Strowman.

#### 2015
El 7 de mayo en SmackDown, después de que Harper derrotó a Fandango, Rowan saldría, aparentemente para hacer frente a Harper, pero en vez de ello atacó a Fandango, volviéndose heel en el proceso.  Durante una lucha en un house show, Erick Rowan resultó lesionado, con informes diciendo que va a estar fuera de acción de 4 a 6 meses.
En Battleground el 19 de julio de 2015, Luke Harper interfirió durante la lucha de Bray Wyatt contra Roman Reigns, ayudando a derrotar a Reigns y señalando la vuelta del stable. En la edición del 6 de agosto de SmackDown, Reigns desafió a Wyatt a una lucha por equipos en SummerSlam, con Reigns y Dean Ambrose enfrentando a Wyatt y Harper, que Wyatt aceptó. En SummerSlam, Wyatt y Harper perdieron la lucha. En el episodio del 24 de agosto de Raw, Wyatt y Harper lucharon contra Reigns y Ambrose en lo que fue anunciado como una revancha de SummerSlam. Durante la lucha, Braun Strowman hizo su debut en WWE, uniéndose a The Wyatt Family y ayudando a Harper y Wyatt atacar a Reigns y Ambrose. En el episodio del 19 de octubre en Raw, Erick Rowan volvió de su lesión y se reintegró a The Wyatt Family. Luchando en un combate junto con Wyatt y Strowman ante Roman Reigns, Seth Rollins y Dean Ambrose, derrotándolos por descalificación, luego Rowan y Wyatt recibieron un "Spear" de Reigns. El 25 de octubre en Hell in a Cell, Wyatt fue derrotado por Roman Reigns después de que este lo golpeara con un palo de kendo seguido de un "Spear". Luego, en el mismo evento atacaron y secuestraron a The Undertaker después de su combate contra Brock Lesnar.
El 26 de octubre en Raw, Wyatt confirmó que estaba absorbiendo los poderes del Undertaker, entonces en ese momento aparece Kane aparentemente a darle una paliza a Wyatt, pero es detenido por los demás miembros de la Wyatt Family, los que también secuestraron a Kane. El 2 de noviembre vuelve aparecer The Wyatt Family en que Wyatt confirmó y mostró en vivo los poderes que absorbió de Kane y del Undertaker. En Survivor Series, The Undertaker y Kane derrotaron a The Wyatt Family.

#### 2016

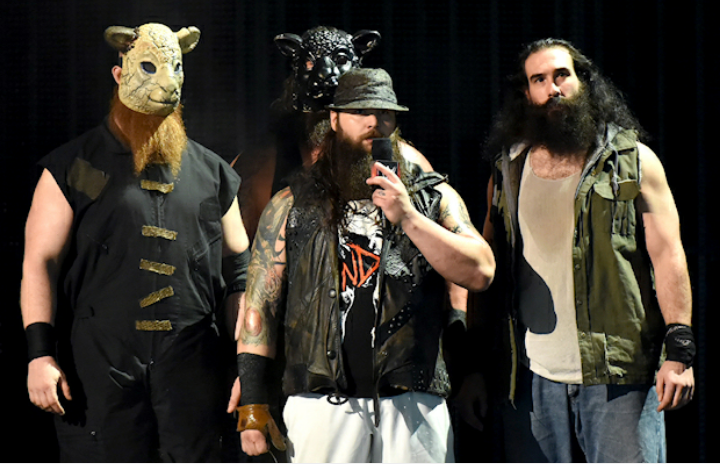
The Wyatt Family en 2016

El 4 de enero en RAW, The Wyatt Family confirmó su participación en Royal Rumble junto con otros luchadores. En dicho evento, tres de ellos (Rowan, Harper y Strowman) fueron eliminados por Brock Lesnar, pero Wyatt lo atacó junto con sus compañeros eliminados y sacaron a Lesnar de la competencia. Posteriormente, empezaron a atacar a los luchadores más pesados de WWE, que fueron Kane, Ryback y The Big Show, por lo que se pactó una lucha entre The Wyatt Family contra The Big Show, Kane y Ryback en Fastlane, evento en el cual fueron derrotados. Al día siguiente en Raw, derrotaron a los mismos debido a una traición por parte de Ryback.
El 3 de marzo en Smackdown, Wyatt anunció que se enfrentaría a Brock Lesnar en Roadblock por lo que se pactó una lucha entre ellos. En Roadblock, Wyatt debió enfrentarse solo con Lesnar pero se añadió a Harper en un 2-1 Handicap Match, donde perdió a pesar de que solo Harper luchó contra Brock Lesnar y Wyatt nunca interfirió ni ingresó en la lucha. Después de esto, Wyatt se mantuvo inactivo por una lesión en la espalda. Luke harper sufre una lesión en la rodilla en un Dark Match de Raw después del show perdiéndose Wrestlemania 32 tomándose un descanso de 5-6 meses.

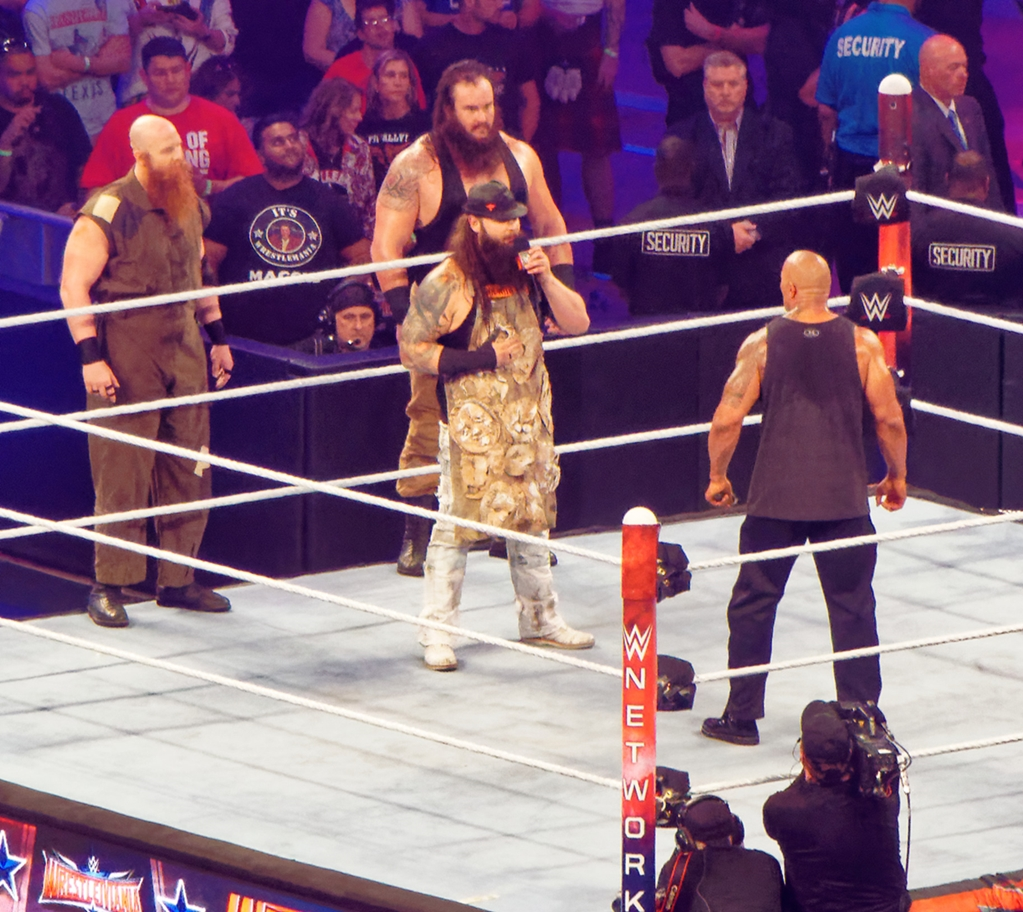
The Wyatt Family confrontado a The Rock en WrestleMania 32

En WrestleMania 32, The Wyatt Family tuvo un careo con The Rock, quien tuvo una aparición especial. Tras esto, se programó una lucha entre The Rock y Erick Rowan en ese instante, lucha que perdió Rowan en tan solo seis segundos, marcando el récord de la lucha más corta de WrestleMania. Tras el encuentro, The Wyatt Family intentó atacar a The Rock, pero en su ayuda, John Cena hizo su regreso por una noche ayudando a The Rock. Al día siguiente, tuvieron un turn face cuando atacaron a The League of Nations después de que estos traicionaran a King Barrett el feudo fue suspendido debido a que Bray Wyatt sufrió una lesión en una gira por Milán y desde abril, Strowman y Rowan no han aparecido en emisiones de Raw y Smackdown aunque solamente en House Shows. 
A través de las redes sociales, se rumoró que Bray Wyatt regresaría en Raw. Finalmente, Bray Wyatt junto con Braun Strowman y Erick Rowan regresaron a Raw (sin Luke Harper aún lesionado) donde luego serían interrumpidos por The New Day empezando una rivalidad el 23 de junio en SmackDown, The Wyatt Family interrumpe a The New Day diciendo "New Day Falls" en español "Nuevo Día caerá". El 27 de junio, en Raw, los Wyatt nuevamente interrumpen a The New Day, quienes estaban vestidos de los Wyatt donde Xavier Woods quedaría horrorizado. El 30 de junio, en SmackDown, Braun Strowman y Erick Rowan se enfrentaron a dos luchadores locales, ganándoles. 
El 4 de julio en Raw, The Wyatt Family hizo retar a The New Day, a lo que estos accedieron. El 11 de julio en Raw, se enfrentaron a The New Day en su territorio siendo un enfrentamiento brutal, pero después del Enfrentamiento Varios seguidores de The Wyatt Family aparecerían con máscaras de Oveja asustando a The New Day. El 19 de julio en SmackDown, Bray Wyatt fue enviado a SmackDown junto con Erick Rowan mientras que Braun Strowman fue enviado a Raw, esto como parte del Draft, separando al equipo. En Battleground, The Wyatt Family se enfrentó por última vez en un Six-man Tag team Match contra The New Day, donde ganaron en una lucha no titular y esa fue la última lucha de The Wyatt Family como trío.

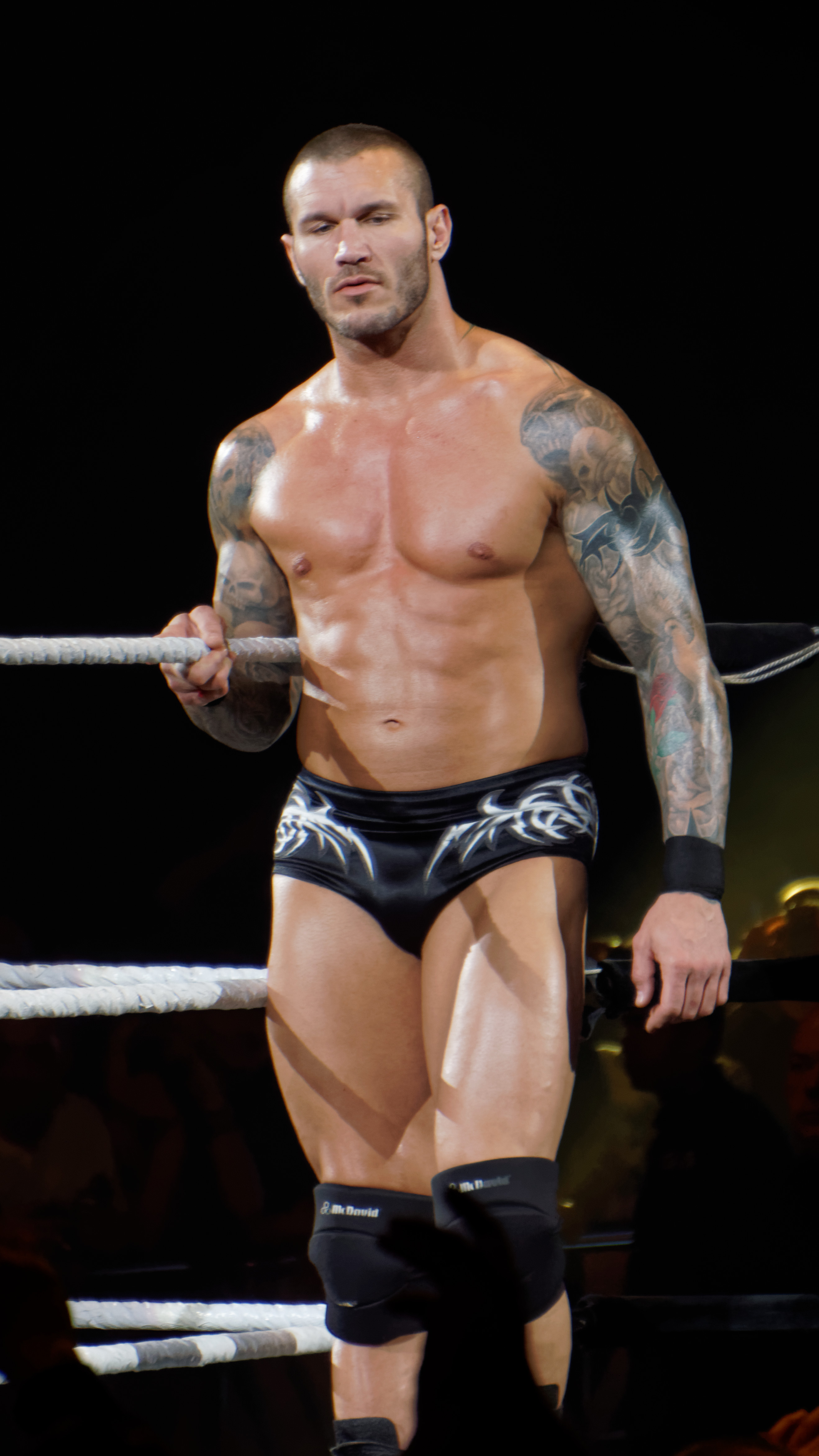
Randy Orton

El 2 de agosto en SmackDown, Bray Wyatt atacó a Dolph Ziggler por lo que se pactó una lucha donde si Bray ganaba, lucharía contra Ambrose en SummerSlam, pero fue derrotado. Tras la misma lucha, Erick Rowan apareció para atacar a Ambrose y a Ziggler, regresando The Wyatt Family. El 9 de agosto en SmackDown, Wyatt y Rowan fueron derrotados por Ziggler y Ambrose. El 16 de agosto en SmackDown, Rowan fue derrotado por Ambrose por lo que Bray se alejó de Rowan, disolviendo nuevamente The Wyatt Family mientras que Bray Wyatt continuo como solitario empezando un feudo con Randy Orton.
En Backlash, Wyatt debió luchar contra Orton, pero después de que atacó a este antes de la lucha, no se pudo realizar. Esa misma noche, Daniel Bryan estableció una nueva lucha en reemplazo de Orton, con Kane en un No Holds Barred Match, siendo derrotado por Kane gracias a la interferencia de Orton.
El 13 de septiembre en SmackDown, Rowan reapareció para atacar a Orton, pero este respondió aplicándole un RKO, situación que mostró que Rowan nuevamente se alineó con Wyatt. El 20 de septiembre en SmackDown, Rowan fue derrotado por Orton. El 4 de octubre en SmackDown, Wyatt perdió conteo fuera de 10 ante Kane. Luego se supo que Erick Rowan se sometería a una cirugía de manguito rotador, por lo que estaría fuera de acción de 4 a 6 meses.
En No Mercy, Luke Harper hizo su regreso distrayendo a Orton y permitiendo que Wyatt derrotara a Orton. Tras esto, nuevamente se restableció The Wyatt Family.
El 25 de octubre en Smackdown Bray Wyatt se enfrentó a Kane en un No Disqualification Match que luego Randy Orton aparecería a salvar a Kane de Wyatt y Harper, pero Randy atacaría a Kane con un RKO, cambiando a Heel y uniéndose a The Wyatt Family. La semana siguiente en SmackDown Randy Orton se enfrentó contra Kane en un No Disqualification Match donde le aplicó un  RKO a Kane, ganando así, oficialmente uniéndose a The Wyatt Family. Tras las siguientes semanas y con la incorporación de Orton, el equipo se renombró como The New Wyatt Family.
En Survivor Series, el Team SmackDown derrotó al Team Raw, siendo Orton y Wyatt los sobrevivientes. El 22 de noviembre en SmackDown, The Wyatt Family se anunciaron para retar a American Alpha, todo esto para ser los retadores #1 a los Campeonatos en Pareja de SmackDown. El 29 de noviembre en Smackdown, derrotaron a American Alpha, ganado una oportunidad como retadores #1 a los Campeonatos en Pareja de SmackDown. En TLC, derrotaron a Heath Slater & Rhyno, ganado los Campeonatos en Pareja de SmackDown. El 13 de diciembre, derrotaron a Slater y Rhyno, reteniendo los títulos.
El 27 de diciembre en SmackDown, The Wyatt Family perdieron los títulos ante American Alpha en un Fatal 4-Way Elimination Match donde participaron The Usos, Heath Slater & Rhyno. Tras esto, comenzó un conflicto interno entre los miembros de The Wyatt Family.

#### 2017
El 14 de enero en SmackDown, The Wyatt Family se enfrentó a American Alpha por los Campeonatos en Pareja de SmackDown, pero fueron derrotados. Tras la lucha, Harper y Orton tuvieron un fuerte careo a tal punto de que Harper atacó accidentalmente a Wyatt en lugar de Orton.
Para resolver sus diferencias, el 24 de enero en Smackdown, Harper fue derrotado por Orton. Tras la lucha, Bray les dio la mano a ambos, pero luego le aplicó un Sister Abigail a Harper, expulsándolo del grupo. En Royal Rumble, Wyatt, Orton y Harper participaron en el Royal Rumble Match, donde Harper atacó a sus excompañeros cambiando a face pero luego fue eliminado por Goldberg. Por otra parte, Wyatt fue el penúltimo en salir de la lucha siendo eliminado por Roman Reigns y Orton eliminó a Reigns, ganado su segundo Royal Rumble. El 31 de enero en Smackdown, Orton y Wyatt tuvieron un careo con John Cena pero Luke Harper salió en su defensa. Esa misma noche, Cena y Harper formaron equipo contra Orton y Wyatt donde Cena y Harper fueron derrotados.
El 7 de febrero en SmackDown, Cena derrotó a Orton con ayuda de Harper. En Elimination Chamber, Orton derrotó a Harper, mientras que Wyatt derrotó a John Cena, AJ Sytles, Baron Corbin, Dean Ambrose y The Miz en un Elimination Chamber Match, ganando el Campeonato de WWE. El 14 de febrero en SmackDown, Wyatt derrotó a John Cena y AJ Styles en un Triple Threat Match. Finalizada la lucha, Randy Orton salió para aparentemente encarar a Wyatt pero en lugar de eso, se negó a enfrentarse ante él por lo que Orton estaría renunciando a su pase a WrestleMania.
El 28 de febrero en SmackDown, Wyatt salió para burlarse de AJ Styles (quien había ganado una oportunidad titular contra Wyatt en WrestleMania 33, derrotando a Luke Harper) pero en eso, Orton apareció desde el titantron, revelando sus verdaderas intenciones: enfrentarse a Wyatt en WrestleMania 33, traicionándolo y cambiando a face. A esto, Orton se encontraba en la guarida de The Wyatt Family donde se encontraba el espíritu de "Sister Abigail" donde la bañó con gasolina y la quemó en presencia de Wyatt y de los fanes. Con la traición de Orton, la expulsión de Harper y la lesión de Rowan, virtualmente The Wyatt Family se disolvió nuevamente
La semana después de WrestleMania 33 Rowan hizo su regreso como heel atacando a Orton reuniéndose el stable donde Wyatt y Rowan fueron vencidos por Orton y Harper luego Wyatt fue transferido a Raw por el WWE Superstar Shake-up disolviéndose el stable nuevamente.
Luchadores como PAC, Trevor Lee, Bo Dallas, Baron Corbin, Judas Devlin y Gangrel fueron pensados para formar parte del stable, mientras que Paige, Kaytlin, Mika Rotunda, Blue Pants y Sarah Logan fueron pensadas para tomar el papel de Sister Abigail. En diciembre de 2021 Bray Wyatt, Erick Rowan y Braun Strowman se reunieron de nuevo en uan convención en Carolina del Norte.

## En lucha
- Movimientos finales en equipo
  - Feint Sister Abigail (Wyatt) seguido de un RKO (Orton), con burlas — 2016—2017
  - Body avalanche (Rowan) seguido de un discus clothesline (Harper)
  - Double Chokeslam– 2015–2016; (Harper y Rowan); adaptado de The Brothers of Destruction
  - Superkick (Harper) seguido de un full nelson slam (Rowan)– 2015-2016
  - The Way (flapjack (Rowan) y cutter (Harper￼)) — 2015
- Movimientos finales de Wyatt
  - Sister Abigail (Swinging reverse STO)[29][30][31]
- Movimientos finales de Rowan
  - Full Nelson Slam
  - Running splash[32]
  - Waist-lift sitout side slam[33][34]

## Campeonatos y logros
- Wrestling Observer Newsletter
  - Best Gimmick (2013)[35]

- World Wrestling Entertainment/WWE

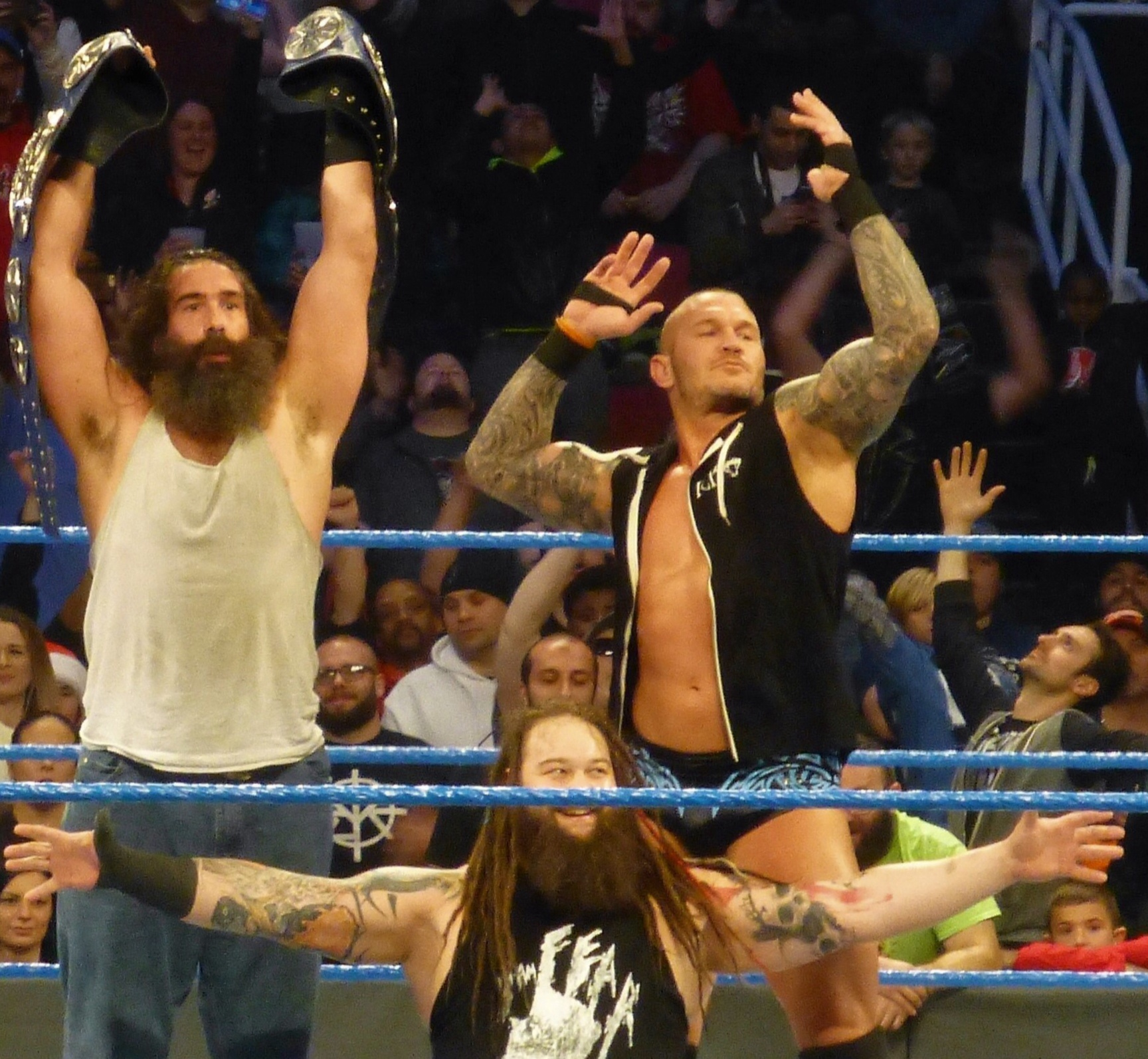
The Wyatt Family como Campeones en Pareja de SmackDown

  - WWE Championship (1 vez) - Bray Wyatt
  - WWE Intercontinental Championship (1 vez) - Luke Harper
  - NXT Tag Team Championship (1 vez) - Erick Rowan & Luke Harper
  - SmackDown Tag Team Championship (1 vez) - Bray Wyatt, Randy Orton y Luke Harper
  - Royal Rumble (2017) - Randy Orton
  - Elimination Chamber (2017) - Bray Wyatt